# زاميا معرقة الأوراق
زاميا معرقة الأوراق (الاسم العلمي:Zamia neurophyllidia) هي نوع من النباتات تتبع جنس الزاميا من الفصيلة الزامية.